# Fon Vilebrandov sindrom
Фон Вилебрандов синдром или болест (VWD) је најчешћи наследни поремећај згрушавања крви код људи. Постоји и стечени облик болести, који се понекад може развити као последица других здравствених стања. Болест настаје услед недостатка у квалитету или количини Фон Вилебрандовог фактора (VWF), мултимерног протеина неопходног за пријањање тромбоцита. Познато је да овај поремећај погађа више раса паса, као и људе.
Постоје три облика Фон Вилебрандове болести: наследни, стечени и псеудо или тромбоцитни тип. Три типа наследне болести су тип 1, тип 2 и тип 3. Тип 2 има више подтипова. Тромбоцитни тип Фон Вилебрандове болести је такође наследно обољење.
Године 2008. предложена је нова дијагностичка категорија „Низак VWF“ како би се обухватили појединци чији су нивои Фон Вилебрандовог фактора у распону од 30–50 IU/dL, што је испод нормалног референтног опсега, али недовољно ниско да би се поставила дијагноза Фон Вилебрандове болести. Пацијенти са ниским фактором понекад су имали крварења, упркос благо смањеним нивоима.
Смернице ASH/ISTH из 2021. године рекласиковале су пацијенте са нивоима у распону од 30–50 IU/dL као „Низак VWF“ уколико немају крварења, али се дијагноза Фон Вилебрандове болести поставља ако крварења постоје.
Фон Вилебрандова болест типа 1 је најчешћи облик овог поремећаја, са благим симптомима крварења као што су крварења из носа, иако се повремено могу јавити и тежи симптоми. Крвна група може утицати на појаву и озбиљност симптома Фон Вилебрандове болести.
Фон Вилебрандова болест типа 2 је други најчешћи облик поремећаја и карактеришу је благи до умерени симптоми.
Овај фактор је добио име по финском лекару Ерику Адолфу фон Вилебранду, који је први описао ово обољење 1926. године. Смернице за дијагнозу и лечење Фон Вилебрандове болести ажуриране су 2021. године.

## Знаци и симптоми
Различити типови Фон Вилебрандовог синдрома испољавају различите степене склоности ка крварењу, обично у облику лаког настајања модрица, крварења из носа и крварења десни.
Жене могу имати обилне менструалне циклусе и појачани губитак крви током порођаја.
Озбиљна унутрашња крварења и крварења у зглобове су ретка и углавном се јављају само код најтежег облика болести, типа 3.

## Генетика
Ген за Фон Вилебрандов фактор налази се на краткој руци хромозома 12. Има 52 ексона и простире се на 178 килобазних парова (kbp).
Типови 1 и 2 се наслеђују као аутозомно доминантне особине, иако се тип 2 понекад може наследити и рецесивно. Тип 3 се наслеђује као аутозомно рецесиван. Међутим, неке особе које су хетерозиготне за тип 3 могу бити дијагностиковане као тип 1, што указује на интермедијерни облик наслеђивања у тим случајевима.
Фон Вилебрандова болест јавља се код приближно 1% популације и подједнако погађа мушкарце и жене.
Генетско тестирање се обично не примењује у почетној дијагностици болести и није неопходно код особа са типом 1 ако је дијагноза постављена на основу клиничке слике и лабораторијских анализа.
Генетско тестирање је углавном корисно за:
- Процену породичних чланова са познатим генетским варијантама.
- Разликовање типа 2Б и тромбоцитног типа Фон Вилебрандове болести, као и типа 2Н и хемофилије А.

## Патофизиологија
Фон Вилебрандов фактор је најактивнији у условима велике брзине протока крви и високог механичког напрезања (shear stress). Због тога се недостатак VWF-а најчешће манифестује у органима богатим малим крвним судовима, као што су кожа, гастроинтестинални тракт и материца. Код ангиодисплазије, облика телеангиектазије дебелог црева, механичко напрезање је значајно веће него у просечним капиларама, што повећава ризик од крварења.
У тежим случајевима типа 1 Фон Вилебрандовог синдрома, честе су генетске промене у VWF гену које показују високу пенетрантност. Код блажих облика типа 1, може постојати сложен спектар молекуларних поремећаја, поред полиморфизама у самом VWF гену.
Крвна група може утицати на клиничку слику и патологију Фон Вилебрандове болести. Особе са нултом крвном групом имају просечно ниже нивое VWF-а у поређењу са особама других крвних група. Уколико се не користе референтне вредности специфичне за крвну групу, код неких особа са нултом групом нормалан ниво VWF-а може изгледати снижено, што може довести до погрешне дијагнозе типа 1 Фон Вилебрандове болести. С друге стране, код особа са крвном групом AB ниво VWF-а може бити повишен, што може прикрити постојећи генетски дефект и довести до пропуштања дијагнозе.

## Дијагноза
Основни тестови који се раде код пацијената са поремећајима крварења укључују комплетну крвну слику са посебним освртом на број тромбоцита, активирано парцијално тромбопластинско време, протромбиско време са међународно нормализованим односом, тромбиново време и ниво фибриногена. Код пацијената са абнормалним резултатима ових тестова, често се ради даља дијагностика на хемофилију или друге поремећаје коагулације.
Пацијенти са Фон Вилебрандовом болешћу обично имају нормално протромбиско време, али могу имати продужено активирано парцијално тромбопластинско време у зависности од нивоа VWF-а, пошто овај фактор делује као носач фактора VIII и штити га од брзе деградације. Смањење VWF-а доводи до смањених нивоа фактора VIII, што узрокује продужење активираног парцијалног тромбопластинског времена.
Када се сумња на Фон Вилебрандов синдром, крвна плазма пацијента се анализира ради квантификације и процене функционалности VWF-а. Ово се постиже коришћењем:
- VWF антигенског теста — мери количину VWF-а у плазми.
- Асaја везивања за гликопротеин Ib или ристоцетин ко-фактор теста — процењује функционалност VWF-а.[16]
- VWF антителског теста — ако се сумња на аутоимуни облик болести.

Поред тога, мере се нивои фактора VIII, јер VWF везује фактор VIII и штити га од разградње. Нормални нивои фактора VIII не искључују све типове Фон Вилебрандове болести — нарочито тип 2, који захтева специјализованије тестове као што су:
- Агрегација тромбоцита изазвана ристоцетином — процењује реакцију тромбоцита на ристоцетин.
- Асaj везивања за колаген — процењује афинитет VWF-а за колаген.
- Анализа VWF мултимера — испитује величину и структуру VWF молекула.
- Асaj агрегације тромбоцита — показује абнормалан одговор на ристоцетин, али нормалан одговор на друге агонисте.

Ови тестови помажу у утврђивању тачног типа Фон Вилебрандовог синдрома и избору одговарајуће терапије.
Тестови за функцију тромбоцита могу показати абнормално време затварања на колаген/епинефрин, док ће у већини случајева време затварања на колаген/аденозин-дифосфат бити нормално. Ако су нивои фактора VIII несразмерно ниски, може се разматрати дијагноза типа 2N, али потврда захтева спровођење теста везивања фактора VIII.
Додатни лабораторијски тестови који помажу у класификацији субтипова Фон Вилебрандове болести укључују:
- Анализа Фон Вилебрандових мултимера — испитује структуру и величину VWF молекула, што помаже у диференцирању субтипова.
- Измени тест агрегације тромбоцита изазван ристоцетином — користи се за процену функције тромбоцита у одговору на ристоцетин.
- Однос VWF пропептида и антигена VWF пропептида — омогућава даљу класификацију и процену недостатка функционалности VWF-а.

У случајевима сумње на стечени синдром Фон Вилебрандове болести, треба урадити миксинг студију — анализу плазме пацијента у комбинацији са појединачно скупљеном нормалном плазмом, која се тестира одмах, после једног сата и после два сата.
Важно је напоменути да детекција Фон Вилебрандовог синдрома може бити компликована јер је VWF акутни-фазни реактан, што значи да нивои VWF-а могу бити повишени у условима као што су инфекције, трудноћа и стрес, што може утегнути резултате тестова.
Тестирање на Фон Вилебрандову болест може бити под утицајем различитих лабораторијских процедура. Многа варијабле постоје у тестирању које могу утицати на ваљаност резултата теста и довести до пропуштене или погрешне дијагнозе. Шансе за процедурне грешке су обично највеће током преаналитичке фазе (при прикупљању, складиштењу и транспортовању узорка), посебно када се тестирање врши у спољном објекту и узорак се замрзава и транспортује на велике удаљености.
Грешке у дијагнози нису ретке, а стопа тачности тестирања варира између лабораторија, са стопама грешака које се крећу од 7 до 22% у неким студијама, па све до 60% у случајевима погрешног класификовања субтипова Фон Вилебрандовог синдрома. Да би се повећала вероватноћа исправне дијагнозе, тестирање треба да се обави у лабораторији са непосредним обрадом узорака на лицу места, у специјализованом лабораторијом за коагулацију.

### Типови
Четири наслеђене врсте Фон Вилебрандове болести су тип 1, тип 2, тип 3 и псевдо тип. Већина случајева је наслеђена, али су такође описани и стечени облици Фон Вилебрандовог синдрома. Класификација Међународног друштва за тромбофилију и хемостазу зависи од дефиниције квалитативних и квантитативних дефеката у вези са Фон Вилебрандовим фактором.

#### Тип 1
Тип 1 Фон Вилебрандове болести (40-80% свих случајева) је квантитативни дефект, који је хетерозиготан за дефектни ген. Настаје због неуспеха у лучењу Фон Вилебрандовог фактора у циркулацију или, у случају типа 1Ц, због бржег уклањања фактора из организма него што је то нормално. Ако су нивои Фон Вилебрандовог фактора већи од 50%, Фон Вилебрандов синдром може бити искључен. Ако је активност фактора испод 30%, присутан је Фон Вилебрандов синдром. Пацијенти са активностима фактора између 0,30-0,50 IU/mL класификују се на основу својих симптома крварења. Ако имају симптоме крварења, имају Фон Вилебрандов синдром. Ако немају симптоме крварења, сматрају се да имају „ниски Фон Вилебрандов фактор”.
Многи пацијенти су асимптоматски или могу имати благе симптоме и не показују јасно оштећење коагулације, што може сугерисати поремећај крварења. Често, откривање ниског фактора догоди се случајно током других медицинских процедура које захтевају анализу крви. Већина случајева ниског Фон Вилебрандовог фактора није дијагностикована због асимптоматске или благе презентације, а већина људи са типом 1 наставља да живи нормалним животом без компликација, често не знајући да имају овај поремећај.
Међутим, неки пацијенти могу имати проблеме са крварењем након операције (укључујући стоматолошке процедуре), приметним лакшим модрицама или менорагијом (јако менструално крварење). Мањина случајева типа 1 може се представити са озбиљним хеморагијским симптомима.

#### Тип 1Ц
Тип 1Ц Фон Вилебрандове болести указује на пацијенте са квантитативним дефицитом због појачаног уклањања Фон Вилебрандовог фактора, што чини око 15% до 20% случајева. Такви пацијенти могу имати потребу за применом концентрата овог фактора, како би се лечили или спречили крварења.

#### Тип 2
Тип 2 Фон Вилебрандове болести (15% до 50% случајева) представља квалитативни дефицит, а склоност ка крварењу може се разликовати између појединаца. Постоје четири подтипа: 2А, 2Б, 2М и 2Н. Ови подтипови зависе од присуства и понашања основних мултимера. Тип 2 Фон Вилебрандовог синдрома (осим 2Н) карактерише однос активности и антигена мањи од 0,7. Овај однос добија се дељењем активности Фон Вилебрандовог фактора са количином фактора антигена.

#### Тип 2А
Тип 2А Фон Вилебрандове болести резултује из мутације која узрокује губитак функције Фон Вилебрандовог фактора, што доводи до смањеног везивања фактора са Плателет ГП1б рецепторима. Овај поремећај прати аутозомно доминантни начин наслеђивања, са понекад случајевима који следе аутозомно рецесивни облик. Одговара за 10-15% свих случајева Фон Вилебрандове болести. Манифестује се умереним до умерено тешким крварењем.

#### Тип 2B
Тип 2Б Фон Вилебрандове болести карактерише се gain of function дефектом, што значи да Фон Вилебрандов фактор има побољшану способност да се веже за гликопротеин Ib рецептор на мембрани тромбоцита. Ово доводи до спонтаног везивања фактора за тромбоците и накнадног брзог уклањања везаних тромбоцита и великих мултимера Фон Вилебрандовог фактора. Ово може резултовати тромбоцитопенијом (смањен број тромбоцита). Велики мултимери Фон Вилебрандовог фактора су смањени или одсутни у циркулацији.
Пацијенти са овим подтипом не могу да користе дезмопресин као лечење за крварење, јер може довести до нежелене агрегације тромбоцита и погоршања тромбоцитопеније.

#### Тип 2М
Тип 2М Фон Вилебрандове болести резултује из губитка функције мутацијом у Фон Вилебрандовом фактору, што доводи до смањене способности фактора да се веже за ГП1б (као и код типа 2А) или за колаген. Као и остали подтипови типа 2, у овом типу се такође примећује смањен однос између ВВФ активности и антигена.
Разлика између типа 2М и типа 2А се утврђује анализом Фон Вилебрандовог фактора мултимера путем електрофорезе.
Код типа 2М, сви мултимери су идентификовани, али су уједначено смањени у количини, што подсећа на образац виђен код типа 1.
Активност фактора VIII може бити нормална или ниска, док је ристоцетин-индусована агрегација тромбоцита типично ниска.
Ова врста болести је ретка и манифестује се умереним до озбиљним крварењем.
Болест може да прати аутозомно доминантни или рецесивни обрасци наследства.

#### Тип 2Н
Тип 2Н Фон Вилебрандове болести резултује из губитка функције мутацијом која смањује везивање Фон Вилебрандовог фактора за фактор VIII. Иако су антиген фактора и активност нормални, ниво фактора VIII је обично низак (5-15%) због оштећеног везивања Фон Вилебрандовог фактора. Ова осетљивост на протеолизу у циркулацији доводи до клиничких манифестација које подсећају на хемофилију А. Значајно смањени нивои фактора VIII могу понекад довести до погрешне дијагнозе као умерена хемофилија А.
Као и хемофилија А, тип 2Н манифестује се крварењем у зглобовима и меким ткивима. 
Ова болест је аутозомно рецесивна, што значи да је потребна хомозиготност или дупла хетерозиготност за манифестацију болести.

#### Тип 3
Тип 3 Фон Вилебрандове болести је ретка, али најтежа форма Фон Вилебрандове болести. Појављује се код особа које су хомозиготне за дефектни ген, што резултира тешким квантитативним дефицитом или потпуним одсуством продукције Фон Вилебрандовог фактора. У типу 3, фактор је недетектабилан у тесту за антиген.
Наследни образац за тип  је аутозомно рецесиван, што значи да оба родитеља морају бити носиоци дефектног гена да би њихово дете било погођено. За разлику од тога, хемофилија А прати X-линковани рецесивни образац наследства.

#### Тромбоцитни тип
Тромбоцитни тип Фон Вилебрандове болести (такође познат као псевдо Фон Вилебрандова болест) је аутозомално доминантни генетски дефект тромбоцита. Фон Вилебрандов фактор је квалитативно нормалан, а генетско тестирање на ген и сам протеин не откривају мутационе промене.
Дефект се налази у квалитативно променјеном ГП1б рецептору на мембрани тромбоцита, који повећава његову афинитет за везивање са ВВФ.

#### Стечени тип
Стечени тип Фон Вилебрандове болести може да се јави због аутоантитела.
Један облик стеченог типа јавља се код пацијената са стенозом аорталног залива, што доводи до гастроинтестиналног крварења (Хејдеов синдром). Овај облик стечене болести је учесталији него што се тренутно сматра. Године 2003, Винченели и сарадници су приметили да су пацијенти са стеченим типом и аорталном стенозом који су прошли замену вентила доживели корекцију својих хемостатских абнормалности, али да се ове абнормалности могу поново јавити након 6 месеци, када протетски вентил није добар за пацијента.
Слично томе, стечени тип доприноси склоности ка крварењу код људи који имају имплантирани уређај за помоћ левој комори (пумпа која пумпа крв из леве коморе срца у аорту).

## Лечење
За пацијенте са типом 1 и 2А, дезмопресин је доступан у различитим припремама, препоручује се за употребу у случајевима мањих повреда или у припреми за стоматолошке или мање хируршке процедуре. Дезмопресин стимулише ослобађање Фон Вилебрандовог фактора из Вејбел-Паладових тела ендотелијалних ћелија, чиме повећава ниво фактора (као и коагулантног фактора VIII) три до пет пута. Дезмопресин је такође доступан као припрема за интранализну примену и као припрема за интравенозну примену. Дезмопресин је контраиндикован у типу 2Б због ризика од погоршања тромбоцитопеније и тромботских компликација. Дезмопресин није ефикасан у типу 2М и ретко је ефикасан у типу 2Н. Он је потпуно неефикасан у типу 3.
За жене са обилним менструалним крварењем, контрацептиви који садрже естроген су ефикасни у смањењу учесталости и трајања менструација. Естроген и прогестерон који су доступни за корекцију менорагије укључују етинилестрадиол, левоноргестрел, дроспиренон и ципротерон. Примена етинилестрадиола смањује секрецију лутеинизујућег хормона и хормона који стимулише фоликуле из хипофизе, што доводи до стабилизације ендометријалне површине материце.
Дезмопресин је синтетички аналог природног антидиуретичког хормона васпресина. Његова прекомерна употреба може довести до задржавања воде и диљуционе хипонатриемије са последичним конвулзијама.
За пацијенте са Фон Вилебрандовим синдромом који су заказани за хируршке интервенције и за случајеве болести компликоване клинички значајним крварењем, доступни су концентрати фактора VIII добијени из људске плазме, који такође садрже Фон Вилебрандов фактор, за профилаксу и лечење. Продукти као што су Humate P, Alphanate, Wilate и Koate HP комерцијално су доступни за профилаксу и лечење Фон Вилебрандовог синдрома, и садрже различите нивое фактора VIII.
Ризици од тромбозе, развоја алоантитела и алергијских реакција, укључујући анафилаксију, морају се узети у обзир при примени ових припрема. Ови ризици су постали главне бриге у терапијама замене фактора, јер су ризици од инфекција значајно смањени.
Трансфузије крви се дају по потреби за корекцију анемије и хипотензије као последице хиповолемије.
Вониког алфа је рекомбинантни Фон Вилебрандов фактор који је одобрен за употребу у Сједињеним Америчким Државама у децембру 2015. године, а у Европској унији у августу 2018. године. Ако је почетна активност фактора VIII већа од 40%, rVWF може бити примењен као самосталан производ када је потребан непосредан одговор, али ако је активност фактора VIII мања од 40% и потребан је непосредан одговор, rVWF мора бити примењен у комбинацији са терапијом замене FVIII.

## Епидемиологија
Преваленца Фон Вилебрандовог синдрома је око један на 100 људи. Међутим, већина ових људи нема симптоме. Преваленца клинички значајних случајева је један на 10.000. Пошто су већина облика болести прилично благи, они се чешће откривају код жена, чија тенденција ка крварењу постаје очигледна током менструације. Болест може бити тежа или израженија код људи са нултом крвном групом.

## Историја
У 1924. години, 5-годишња девојчица из Фогла, Оландска острва, Финска, доведена је у болницу у Хелсинкију, где ју је прегледао фински лекар Ерик Адолф фон Вилебранд. Он је на крају прегледао 66 чланова њене породице и извештао у чланку на шведском језику из 1926. да се ради о болести која раније није била описана и која се разликује од хемофилије. Објавио је још један чланак о овом поремећају 1931. године на немачком језику, који је привукао међународну пажњу на ову болест. Епонимно име болести додељено је између касних 1930-их и раних 1940-их, у признање за опсежно истраживање фон Вилебранда.
Током 1950-их година, постало је јасно да је фактор VIII смањен код ових људи и да је Кохова фракција I-0 могла да коригује и недостатак FVIII у плазми и продужено време крварења. Од тада, фактор који изазива дуго време крварења назван је „фактором Фон Вилебранд” у част Ерика Адолфа фон Вилебранда.
Варијанте VWF-а препознате су 1970-их, а ове варијације се сада препознају као резултат синтезе абнормалног протеина. Током 1980-их, молекуларне и ћелијске студије прецизније су разликовале хемофилију А и Фон Вилебрандов синдром. Особе које су имале Фон Вилебрандов синдром имале су нормалан ген FVIII на X хромозому, а неке су имале абнормалан ген VWF на хромозому 12. Секвенцирање гена идентификовало је многе од ових особа као оне са мутацијом гена VWF. Генетски узроци блажих облика ниског VWF-а још увек су у истраживању, а ови облици можда не буду увек изазвани абнормалним VWF геном.